# 4132 Bartok
4132 Bartok је астероид главног астероидног појаса са пречником од приближно 10,56 .
Афел астероида је на удаљености од 3,098 астрономских јединица (АЈ) од Сунца, а перихел на 1,717 АЈ.
Ексцентрицитет орбите износи 0,286, инклинација (нагиб) орбите у односу на раван еклиптике 23,324 степени, а орбитални период износи 1364,616 дана (3,736 године).
Апсолутна магнитуда астероида је 11,70 а геометријски албедо 0,330.
Астероид је откривен 12. марта 1988. године.